# Bach vom Eselsbrunnen
Der Bach vom Eselsbrunnen ist ein etwa ein Kilometer langer Bach des Odenwaldes in der Gemeinde Fischbachtal im hessischen Landkreis Darmstadt-Dieburg. Nach nordöstlichem Lauf mündet er von links in den Fischbach.

## Geografie

### Verlauf
Der Bach entspringt auf etwa 253 m ü. NHN dem Eselsbrunnen bei Lichtenberg. Der Bach verläuft in nordöstlicher Richtung, speist auf seinem Weg den Naturbadesee Lichtenberg und mündet nördlich von Niedernhausen nach 1,0 km von links und auf etwa 178 m ü. NHN in den Fischbach.

### Flusssystem Gersprenz
- Fließgewässer im Flusssystem Gersprenz

## Eselsbrunnen

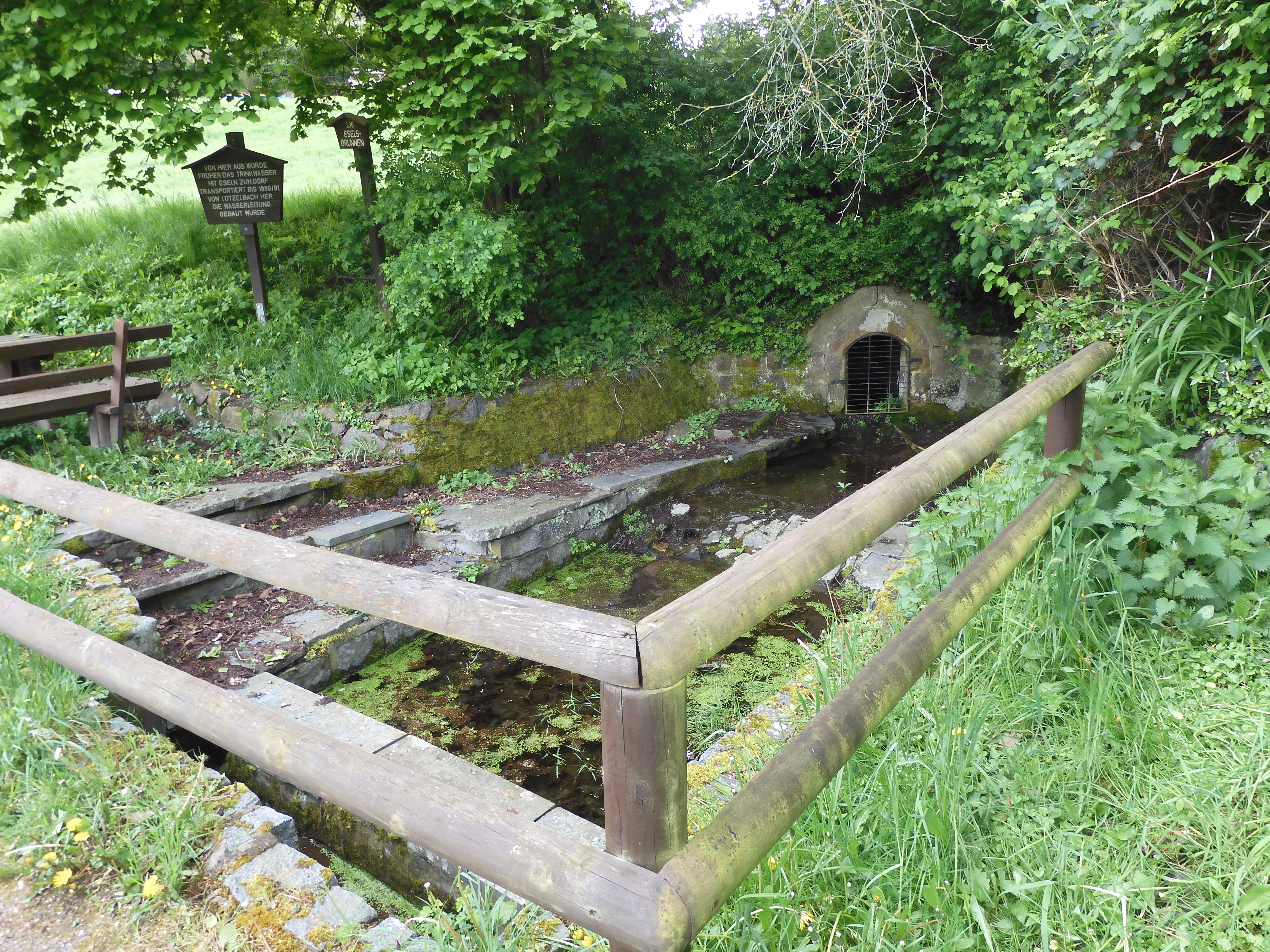
Der Eselsbrunnen

Der Eselsbrunnen ist ein Schöpfbrunnen. Er erhielt seinen Namen von den Eseln, mit denen das Wasser in Fässern bis zum Jahr 1890/91 nach Lichtenberg gebracht wurde. Seitdem wird Lichtenberg durch eine Wasserleitung von  Lützelbach mit Wasser versorgt.